# Zhavia Ward

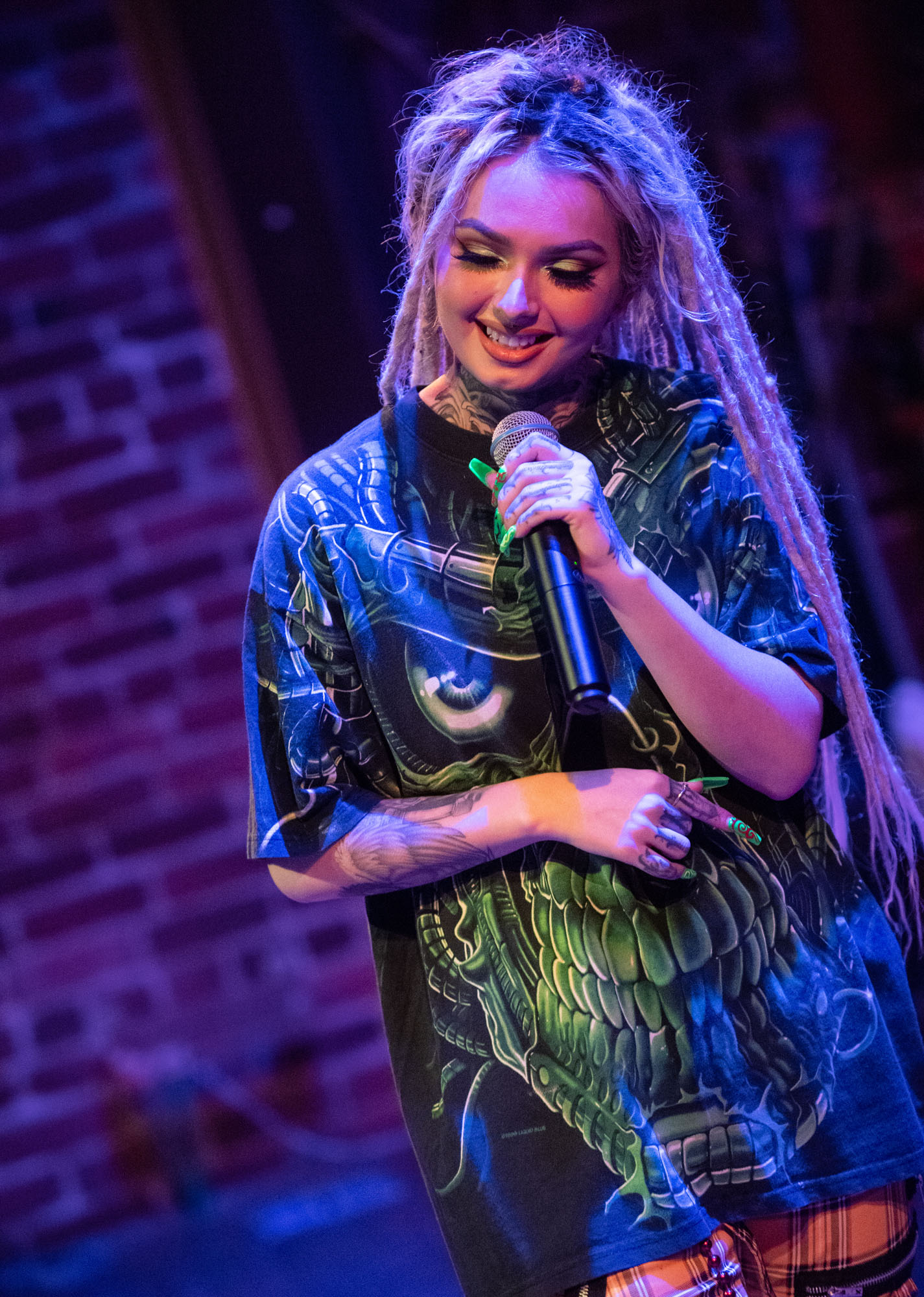
Zhavia Ward, 2019

Carisa Zhavia Ward (* 6. März 2001 in Los Angeles) ist eine US-amerikanische R&B-Sängerin.

## Werdegang
Ward nahm an The Four: Battle for Stardom teil, wo sie den vierten Platz belegte. Im Mai 2018 wurde sie bei Columbia Records unter Vertrag genommen. Sie veröffentlichte einen Song mit Diplo, French Montana und Lil Pump. Am 9. Mai 2019 erschien der Soundtrack A Whole New World (End Title) zu der Disney-Verfilmung Aladdin, den sie gemeinsam mit Zayn aufnahm. Im selben Jahr folgte ihr Debüt-EP mit dem Namen 17.

## Diskografie

### EPs
- 2019: 17

### Singles als Leadmusikerin
| Jahr | Titel Album                                    | Höchstplatzierung, Gesamtwochen, AuszeichnungChartplatzierungen (Jahr, Titel, Album, Platzierungen, Wochen, Auszeichnungen, Anmerkungen) | Höchstplatzierung, Gesamtwochen, AuszeichnungChartplatzierungen (Jahr, Titel, Album, Platzierungen, Wochen, Auszeichnungen, Anmerkungen) | Anmerkungen                                                     |
| Jahr | Titel Album                                    | UK | US | Anmerkungen                                                     |
| ---- | ---------------------------------------------- | --- | --- | --------------------------------------------------------------- |
| 2019 | A Whole New World (End Title) Aladdin (O.S.T.) | UK68 (3 Wo.)UK | US— GoldUS | Erstveröffentlichung: 9. Mai 2019 Verkäufe: + 570.000; mit Zayn |

Weitere Singles
- 2018: Candlelight
- 2018: Deep Down
- 2018: 100 Ways
- 2019: 17
- 2020: Waiting
- 2021: Big Girl$ Don’t Cry
- 2022: God Sent You[8]

### Singles als Gastmusikerin
| Jahr | Titel Album                              | Höchstplatzierung, Gesamtwochen, AuszeichnungChartplatzierungen (Jahr, Titel, Album, Platzierungen, Wochen, Auszeichnungen, Anmerkungen) | Höchstplatzierung, Gesamtwochen, AuszeichnungChartplatzierungen (Jahr, Titel, Album, Platzierungen, Wochen, Auszeichnungen, Anmerkungen) | Anmerkungen                                                                                                 |
| Jahr | Titel Album                              | UK | US | Anmerkungen                                                                                                 |
| ---- | ---------------------------------------- | --- | --- | --- |
| 2018 | Welcome to the Party Deadpool 2 (O.S.T.) | — | US78 Platin · (4 Wo.)US | Erstveröffentlichung: 15. Mai 2018 Verkäufe: + 1.070.000 Diplo, French Montana & Lil Pump feat. Zhavia Ward |

Weitere Gastbeiträge
- 2019: So Alone (mit Dru Lira)
- 2021: My Baby (Lil Skies feat. Zhavia Ward)[9]

### Weitere Lieder
- 2018: Unforgettable (The Four Performance)
- 2018: Killing Me Softly With His Song (The Four Performance)
- 2018: Say Something (The Four Performance)
- 2018: Man Down (The Four Performance)
- 2019: Candlelight [Remix] (feat. Jeremih)[8]

## Auszeichnungen für Musikverkäufe
| Goldene Schallplatte - Kanada - 2020: für die Single A Whole New World - Mexiko - 2020: für die Single A Whole New World Platin-Schallplatte - Australien - 2020: für die Single Welcome to the Party |

Anmerkung: Auszeichnungen in Ländern aus den Charttabellen bzw. Chartboxen sind in ebendiesen zu finden.
| Land/RegionAuszeichnungen für Musikverkäufe (Land/Region, Auszeichnungen, Verkäufe, Quellen) | Gold     | Platin     | Verkäufe  | Quellen         |
| -------------------------------------------------------------------------------------------- | -------- | ---------- | --------- | --------------- |
| Australien (ARIA)                                                                            | —        | Platin1    | 70.000    | aria.com.au     |
| Kanada (MC)                                                                                  | Gold1    | —          | 40.000    | musiccanada.com |
| Mexiko (AMPROFON)                                                                            | Gold1    | —          | 30.000    | amprofon.com.mx |
| Vereinigte Staaten (RIAA)                                                                    | Gold1    | Platin1    | 1.500.000 | riaa.com        |
| Insgesamt                                                                                    | 3× Gold3 | 2× Platin2 |           |                 |

## Auszeichnungen
- 2019: Teen Choice Awards — Kategorie: „Choice Song From A Movie“ (für A Whole New World)[10]

## Filmografie
- 2018: The Four: Battle for Stardom (Finalistin, Staffel 1)[11]